# Клешко, Алексей Михайлович
Алексе́й Миха́йлович Клешко́ (2 апреля 1970, Абакан, Хакасская автономная область, Красноярский край, СССР — 19 ноября 2018, Красноярск, Россия) — российский журналист, теле- и радиоведущий, политический и общественный деятель. Лауреат всероссийского телевизионного конкурса «ТЭФИ-Регион» 2014 года в номинации «Интервьюер».
Депутат Законодательного собрания Красноярского края III (2001—2007), I (2007—2011), II (2011—2016) и III (2016—2021) созывов, руководитель фракции «Единой России», первый заместитель председателя Законодательного Собрания Красноярского края (с мая 2007), временно исполняющий обязанности председателя Законодательного собрания Красноярского края (2 октября — 19 октября 2017). Депутат Красноярского городского совета депутатов (1996—2001). Заместитель секретаря Красноярского регионального политического совета политической партии «Единая Россия» по агитационно-пропагандистской работе.

## Биография
Родился 2 апреля 1970 года в Абакане в семье железнодорожников Михаила Алексеевича Клешко и Екатерины Серафимовны Буга. Подростком Михаил оказался среди тех людей, кого немецкие оккупационными власти отправляли на принудительные работы в Германию, но сумел выжить и после окончания Великой Отечественной войны вернулся на Украину и став железнодорожником поехал в Сибирь на строительство знаменитой «трассы мужества» — железнодорожной линии «Абакан-Тайшет». Дедушка и бабушка по линии матери — Татьяна Александровна Вернер (выпускница педагогического техникума, работала педагогом в Забайкалье) и Серафим Васильевич Воскресенский (ум. 1969; происходил из семьи потомственных священников, закончил сельскохозяйственный техникум, работал агрономом, ветеран Великой Отечественной войны, был репрессирован, однако потом полностью реабилитирован, включая восстановление членства в КПСС). Прадед — Василий Воскресенский, был уважаемым прихожанами настоятелем храма при кладбище в Орле, которого впоследствии арестовали и расстреляли. Дедушка по линии отца — Алексей Михайлович Клешко (по словам Клешко «меня назвали в его честь»), был крестьянином-середняком на Украине, которого трижды раскулачивали, а затем расстреляли. У Клешко есть старший брат — поэт Александр Буга.
В 1977—1987 годах учился в средней школе № 10 г. Абакана, которую окончил с серебряной медалью. В 1982 году был избран председателем совета пионерской дружины.
В 1987 году поступил на отделение журналистики филологического факультета Красноярского государственного университета, где учился по специальности «журналистика», однако высшее учебное заведение не окончил. Позднее окончил Московскую школу политических исследований.
В 1988—1989 годах проходил службу в Вооружённых Силах СССР в батальоне связи окружного учебного центра Сибирского военного округа.

### Журналистская деятельность
В 1991—1995 годах был корреспондентом, комментатором и ведущим Красноярского краевого радио, кроме того ведущим радиопередач «Новый понедельник» и «Думай!», ведущим семейного гуманитарного радиоканала «Свеча» и канала межнационального общения на радиостанции «Молодость Енисея».
С 1993 года принимал участие в краевых телевизионных проектах, являясь ведущим новостной телепередачи «24 часа», а также таких публицистических телепрограмм, как «Время выбора», «Мир глазами молодых», «Перспектива», «Родительский час».
В 1993—1994 годах — главный редактор Красноярской независимой радиокомпании «Местное время».
В 1994 году начал работать на телеканале ТВК, став одним из его фактических основателей.
В 1995—1998 годах работал в Красноярской государственной телерадиовещательной компании «Центр России», где являлся директором редакции телерадиопрограмм для молодёжи «Молодость Енисея».
Был автором и ведущий аналитической передачи «Территория», которая в 1997—1998 годах выходила на Красноярской государственной телерадиовещательной компании «Центр России», затем — в 1999—2002 годах выходила на телеканале «Афонтово».
3 марта 2003 года — первый и бессменный ведущий программы «После новостей» на телеканале ТВК. Его первым гостем стал  губернатор Красноярского края А. Г. Хлопонин.

### Общественная деятельность
Был секретарём школьного комитета ВЛКСМ, а также членом бюро Абаканского городского комитета ВЛКСМ и членом Хакасского областного комитета ВЛКСМ.
В 1990—1991 годах был заместителем секретаря комитета ВЛКСМ Красноярского государственного университета.
В 1990—1996 годах принимал участие в создании ряда детско-юношеских проектов — поддержка одарённых детей, организация летних лагерей для трудных подростков, учреждение военно-спортивного центра «Патриот» и движений «Молодые — ветеранам» и «КВН на Енисее».
В 1996 году стал председателем общественного совета по молодёжной политике при Главе города.
С 2002 года — учредитель и президент некоммерческой организации «Благотворительный фонд имени В. П. Астафьева».
Содействовал развитию библиотек Красноярска и Красноярского края, созданию межрегионального молодёжного образовательного форума «Территория инициативной молодёжи „Бирюса“» и культурного пространство «Каменка». Принимал участие в деятельности Совета ветеранов Кировского района Красноярска. Являлся членом Совета по развитию и Экологического штаба Сибирского федерального университета.

### Политическая деятельность
В 1996 году был избран депутатом Красноярского городского совета депутатов (по списку избирательного блока «Доверие молодым»), где в 1997 года был назначен руководителем комиссии по местному самоуправлению, а также работал в комиссии по социальной политике и был председателем общественного совета по молодёжной политике. В 2000 году переизбран депутатом по избирательному округу № 6, возглавив комиссию по городскому самоуправлению и правопорядку, а также работая в комиссиях по социальной политике и по бюджету. Был одним из непосредственных участников разработки и утверждения ряда социальных программ, среди которых «Здоровье детей города», «Молодёжь Красноярска», «Социальная поддержка населения» и «Старшее поколение», а также разработчиком нескольких нормативно-правовых актов города Красноярска в области обеспечения общественного участия в управлении городом, развития местного самоуправления и социальной политики.
В 2001 году, после победы в 1998 году на губернаторских выборах А. И. Лебедя, совместно с другими видными политиками Красноярского края, среди которых А. В. Усс, В. А. Новиков и О. А. Пащенко, создал оппозиционный избирательный блок «Наши» в составе которого в 2001 году был избран депутатом Законодательного собрания Красноярского края.
В мае 2005 года принимал активное участие в подготовке и проведении референдума объединившего Таймырский и Эвенкийский автономный округ с Красноярским краем.
15 апреля 2007 года победил на выборах депутатов Законодательного собрания Красноярского края I созыва, избравшись по одномандатному избирательному округу № 2 (части Кировского и Ленинского районов г. Красноярска). Возглавлял комитет по государственному строительству, местному самоуправлению и развитию институтов гражданского общества, а также был избран заместителем председателя Законодательного собрания Красноярского края.
4 декабря 2011 года победил в качестве кандидата от политической партии «Единая Россия» на выборах депутатов Законодательного собрания Красноярского края II созыва по кировскому одномандатному округу № 2 набрав 25442 голоса (55,76 %).
18 сентября 2016 года победил в качестве кандидата от политической партии «Единая Россия» на выборах депутатов Законодательного собрания Красноярского края III созыва по кировскому одномандатному округу № 2 набрав 14747 голосов. 6 октября 2016 года выбран первым заместителем председателя Законодательного собрания Красноярского края. Являлся председателем комитета по государственному устройству, законодательству и местному самоуправлению и членом комитета по образованию, культуре и спорту. Со 2 по 19 октября 2017 года являлся временно исполняющим обязанности председателя Законодательного собрания Красноярского края. Как отметил депутат Законодательного собрания и телеведущий Илья Зайцев, Клешко не был избран председателем, потому что «это его решение, известно, что он очень активно работает в округе, в Красноярске, продолжает заниматься журналистикой», иначе бы «от этих видов деятельности пришлось бы отказаться или сократить их». Кроме того «Клешко принимает участие в благоустройстве дворов, создании левобережной набережной, развитии местного самоуправления», а «в ЗС нет другого человека, который тонко в деталях знает все аспекты федерального и краевого закона, знает всех глав муниципалитетов» и «отдать это направление пока некому», тем более, что «председатель заксобрания не может работать в комитетах, это указано в законе», поэтому «абсолютно очевидно, что он не может всё это бросить», иначе бы «это была бы потеря для всех, плюс возникли бы сложности». В качестве депутата был разработчиком нескольких законопроектов, направленных на модернизацию социальной политики в Красноярском крае, осуществление институциональных преобразований в общественно-политической области и в государственном строительстве, а также на усиление местного самоуправления.

## Смерть
Погиб 19 ноября 2018 года в Красноярске. Тело Клешко было обнаружено соседкой в тот же день в седьмом часу утра во дворе многоэтажного дома где он жил, расположенного по улице Декабристов, дом 1 «г». По предварительным данным следствия смерть наступила от падения с балкона лестничного марша, находящегося на 12 этаже.
По итогам осмотра тела погибшего, а также проверки квартиры и рабочего кабинета было обнаружено «более двух» предсмертных записок, в связи с чем Главное следственное управление Следственного комитета Российской Федерации по Красноярскому краю возбудило уголовное дело по статье 110 («Доведение до самоубийства») Уголовного кодекса Российской Федерации. Корреспонденты телеканал ТВК Мария Филиппова и Елизавета Курочкина сообщили, что по имеющимся у них данным почерковедческая экспертиза показала, что записки написаны почерком Клешко, находящегося в состоянии тяжелейшей депрессии, в которых он сообщает, что не смог пережить смерть матери и просит никого не винить в его смерти, а также сообщает, что не хотел бы, чтобы ему устраивали пышные похороны. В свою очередь корреспондент того же телеканала Виталий Поляков отмечает, что «перед смертью Алексей Михайлович оставил 5 записок», одну из которых «адресованную друзьям, Клешко назвал „Прощание“», где обращается с просьбой не винить никого в его смерти. В свою очередь старший помощник руководителя Следственного управления ГСУ СК РФ по Красноярскому краю Ольга Шаманская указала, что «ещё 4 имеют конкретных адресатов и в ближайшее время копии этих записок будут им направлены, поскольку оригиналы находятся на экспертизе», а также отметила, что «очень много доказательств того, что Алексей Михайлович ушёл из жизни добровольно». 2 апреля 2019 года уголовное дело было прекращено «в связи с отсутствием события преступления».
Вечером того же дня жители города в память о Клешко на крыльце Законодательного собрания Красноярского края устроили стихийный мемориал, куда стали приносить цветы. В том числе гвоздики и розы от коллег-журналистов, которые уложили их на пиджак, в котором погибший проводил передачи на телеканале ТВК.
22 ноября в Большом концертном зале Красноярской краевой филармонии состоялась церемония прощания, а похороны прошли в тот же день на Шинном кладбище рядом с могилами родителей и бабушки.

## Статьи
- Клешко А. М. Основы гражданственности и народовластия Архивная копия от 23 ноября 2018 на Wayback Machine // Общая тетрадь. Вестник Московской школы политических исследований, 16.03.2002
- Клешко А. М., Иванов А. Ю. Реформа местного самоуправления: красноярские перспективы в российском контексте Архивная копия от 23 ноября 2018 на Wayback Machine // Депутатские вести. Бюллетень Ассоциации по взаимодействию представительных органов государственной власти и местного самоуправления Красноярского края, 16.01.2003
- Клешко А. М. "Однажды в Америке" Архивная копия от 23 ноября 2018 на Wayback Machine // "Очевидец". № 15. 10.08.2003
- Клешко А. М. Час ученичества:с праздником вас, дорогие товарищи! С днём знаний! Архивная копия от 23 ноября 2018 на Wayback Machine // "Прямая речь", №9, 29.08.2003
- Клешко А. М. Бюрократы побеждают политиков? Или гадание как обязательный навык чиновника Архивная копия от 23 ноября 2018 на Wayback Machine //"Прямая речь", 05.09.2003
- Клешко А. М. Архивная копия от 23 ноября 2018 на Wayback Machine Карта социально-культурных, экономических и политических процессов Красноярского края // тезисы выступления перед слушателями Университета молодежной политики – проект «Новый фарватер», 16.08.2005
- Клешко А. М. Школа Красноярского края Архивная копия от 23 ноября 2018 на Wayback Machine //«Педагогический вестник», №16 (319), 20.08.2005
- Клешко А. М. Современность — ключевое слово // Школа. О смыслах и чувствах. — М.: Московская школа политических исследований, 16.09.2005.
- Клешко А. М. Красноярское чиновничество и местное самоуправление: грани реформ Архивная копия от 17 марта 2018 на Wayback Machine // Информационно-методический бюллетень "Депутатские вести", 16.01.2006
- Клешко А. М. Образование на фоне политики Архивная копия от 17 марта 2018 на Wayback Machine // Вести образования, №15-16 (63-64), 1-31 августа 2006 г, 09.08.2007
- Клешко А. М. Местное самоуправление: реальность и иллюзии Архивная копия от 17 марта 2018 на Wayback Machine // Вестник Московской школы политических исследований «Общая тетрадь», № 4 (39) 2006 год, 09.08.2007
- Клешко А. М. Грантовый инструментарий субъекта Российской Федерации (материал Межрегиональных общественных слушаний "Гражданское общество как ресурс развития Сибири") Архивная копия от 17 марта 2018 на Wayback Machine // Издание Гражданской ассамблеи Красноярского края, 21.11.2007
- Клешко А. М. Молодёжь выбирает свой путь Архивная копия от 17 марта 2018 на Wayback Machine // Вестник ГУК Красноярской краевой юношеской библиотеки "Культурная экспедиция" № 3-4 2008, 01.12.2008
- Клешко А. М. Антикризисные "ключи" для регионов Архивная копия от 23 ноября 2018 на Wayback Machine // Газета "Красноярский рабочий", 19.12.2008
- Клешко А. М. Далеко ли до Шанхая? Архивная копия от 17 марта 2018 на Wayback Machine // Журнал «Красивый берег», 02.03.2009
- Клешко А. М. Демократия и регион: опыт Красноярского края Архивная копия от 17 марта 2018 на Wayback Machine (Выступление на Международной конференции «Диалог власти и граждан», Берлин, 03.12.2009)
- Клешко А. М. Молодой. И не такой уж ранний. Станет ли Сергей Пономаренко первым заместителем Льва Кузнецова Архивная копия от 23 ноября 2018 на Wayback Machine // Сибирское агентство новостей, 20.08.2012
- Клешко А. М. "Катя-Катерина, Серый дом — малина". Вряд ли... Архивная копия от 28 октября 2017 на Wayback Machine // Сибирское агентство новостей, 20.08.2012
- Клешко А. М. Ураган по имени Карлова Архивная копия от 23 ноября 2018 на Wayback Machine// Сибирское агентство новостей, 20.08.2012

## Награды
- Лауреат всероссийского телевизионного конкурса «ТЭФИ-Регион» (2014) в номинации «Интервьюер» за интервью с бывшим министром финансов России А. Л. Кудриным в телепередаче «После новостей»[1][2][10][23][36].
- Премия «Человек года — 2018» от журнала «Деловой квартал» (посмертно)[41][42].
- Лауреат межрегиональных конкурсов теле- и радиожурналистов «Время местное», «Радио молодых» и «Сибирский тракт»[2][4][36].
- Лучший телерадиоведущий года (1997) по итогам творческого конкурса красноярского отделения Союза журналистов России[4][5][10][23].
- Благодарственное письмо Президента Российской Федерации В. В. Путина[4].
- Почётная грамота Совета Федерации Федерального Собрания Российской Федерации[2][36]
- Благодарность председателя Совета Федерации Федерального Собрания Российской Федерации[2][36]

## Интересные факты
- 13 ноября 2007 года выступил в качестве члена жюри на Спецпроекте КВН, прошедшем во Дворце спорта имени Ивана Ярыгина.
- По утверждению капитана красноярской команды КВН «Левый берег» Алексея Екс в среде КВНщиков умные шутки называли «шутками для Клешко»[11].

## Память
- 25 февраля 2019 года в красноярском лицее № 9 «Лидер» открылся мини-музей истории Красноярска имени политика Алексея Клешко[43].
- В декабре 2020 года Красноярский городской совет депутатов единогласно поддержал инициативу присвоить красноярскому лицею № 9 «Лидер» имя Алексея Михайловича Клешко, который оказывал всестороннюю помощь учебному заведению.
- В 2025 году на фасаде Краевого Дворца молодёжи города Красноярска установили мемориальную табличку в честь Алексея Клешко.